# Värjemålsed
Värjemålsed var en ed som en part i en rättegång kunde begå enligt 1734 års rättegångsbalk. Detta kom sig av att det ansågs otillfredsställande att döma till svarandens nackdel om denne till viss del kunnat styrka sina uppgifter vid förhandlingen.
I lagen fanns därför möjligheten för svaranden att bekräfta sitt nekande till det käranden påstått, genom att värja sig genom en ed.
Edgången var inte ett sätt att åstadkomma bevis, eftersom svaranden inte behövde bevisa att det som påstods inte var sant. Det var istället ett sätt att tvinga svaranden att avstå från att neka om man misstänkte att denna kanske inte talade sanning. Svor svaranden inte eden ansågs skulden vara bevisad. Man fick dock inte använda detta tvångsmedel i någon större utsträckning eftersom man ville bevara edens betydelse, som i princip ansågs okränkbar.
I Finland upphörde värjemålseden 1948.